# Черна статуя (Енидже Вардар)
Черната статуя или Героите на Яница (на гръцки: Μαύρο Άγαλμα, Το Ηρώο των Γιαννιτσών) е паметник в Енидже Вардар на загиналите в Балканските войни войници, сражавали се на страната на Кралство Гърция. Статуята е построена през 1926 година, а неин архитект е Григорис Зевголис. Поставена е на източния вход на града на улица „Егнатия“.
На върха на паметникът е изваян ангел, държащ перо и скрижал. Под него е представен умиращ войник, облегнат в скута на жена, символизираща гръцката майка. Композицията е поставена върху мраморна основа с височина 1 m с надпис „Η ΠΑΤΡΙΣ ΕΙΣ ΜΝΗΜΗΝ ΤΩΝ ΕΙΣ ΓΙΑΝΝΙΤΣΑ ΠΕΣΟΝΤΩΝ ΤΕΚΝΩΝ ΤΗΣ 1912-13“.